# کارکس رستراتا
کارکس رستراتا (نام علمی: Carex rostrata) نام یک گونه از سرده جگن است.